# André Hanssen
André Hanssen (født 31. januar 1981 i Tromsø, Norge) er en norsk fodboldspiller. Siden 2004 spiller han for SC Heerenveen.
Hanssen spillede sin første professionelle kampe for det norske FK Bodø-Glimt. For dem spillede han fra 2001 til 2004. I alt spillede Hanssen over 100 kampe for Bodø-Glimt. I 2004 skiftede normanden til hollandske SC Heerenveen. Hanssen har stadig en kontrakt hos SC Heerenveen til 2007/2008 sæsonen.